# Заболоттівська волость
Заболоттівська волость — адміністративно-територіальна одиниця Ковельського повіту Волинської губернії Російської імперії. Волосний центр — село Заболоття.
Станом на 1885 рік складалася з 7 поселень, 7 сільських громад. Населення — 5330 осіб (2666 чоловічої статі та 2664 — жіночої), 662 дворових господарства.
|                     | Площа, десятин | У тому числі орної, десятин |
| ------------------- | -------------- | --------------------------- |
| Сільських громад    | 13233          | 4687                        |
| Приватної власності | 3              | —                           |
| Казенної власності  | 10919          | 102                         |
| Іншої власності     | 601            | 230                         |
| Загалом             | 24756          | 5049                        |

Основні поселення волості:
- Заболоття — колишнє власницьке село при озері Тур за 70 верст від повітового міста, 1008 осіб, 133 двори, православна церква, школа, станція залізниці, фруктовий сад.
- Гута — колишнє власницьке село, 1138 осіб, 141 двір, православна церква, постоялий будинок, каплиця, школа.
- Заліси — колишнє власницьке село при озері Тур, 734 особи, 76 дворів, православна церква, школа.
- Здомисль — колишнє власницьке село при річці Прип'ять, 623 особи, 86 дворів, православна церква, школа.
- Краска — колишнє власницьке село при річці Прип'ять, 479 осіб, 58 дворів, православна церква.
- Тур — колишнє власницьке містечко при озері Тур, 1104 особи, 160 дворів, православна церква, каплиця, школа.

## Під владою Польщі
18 березня 1921 року Західна Волинь окупована Польщею. Волості було перетворено на ґміни, відповідно, адміністративна одиниця отримала назву ґміна Заблоцє. Волость входила до Ковельського повіту Волинського воєводства. Межі та склад колишньої волості збереглися, що й за Російської імперії та Української держави.
Польською окупаційною владою на території ґміни велася державна програма будівництва польських колоній і заселення поляками. На 1936 рік ґміна складалася з 9 громад:
1. Гута — село: Гута та хутори: Барелове, Березина, Билка, Хороми, Хвойнове, Ясінська, Кізі, Кужилівська, Льодна, Поворове, Середня, Туркова, Турична, Трошля, Вовчкова і Журавлі;
2. Клебаньщина — село: Клебаньщина та хутір: Новинки;
3. Краска — село: Краска та хутори: Підкрушина, Проскурка, Смильна, Виграна і  Шменькисела Сеньки і Шменьки тахНивка і Повипис;
4. Тур — село: Тур та хутори: Газне, Колодина, Колисиха, Кут, Мислобож, Острівки, Піднизка, Половиця, Прохід, Селетина, Скрипуни, Загребелька, Заброди і Залуг;
5. Заболоття — село: Заболоття та хутори: Багон, Діброва, Голубя, Горбаха, Язвина, Курник, Пружляків, Сколога, Травиця, Валок і Вост;
6. Заліси — село: Заліси та хутори: Душеве, Ізна, Крива-Кобила, Ломоватий, Обридки, Трушель і Валок;
7. Здомисль — село: Здомисль та хутори: Бурок-Піддощі, Діброва, Мижеліски, Рудеця і Щедрове;
8. Жиричі — село: Жиричі та хутори: Бервінета, Хресцькі, Хвищовата, Хвойна, Гориці, Язвинки, Конобель, Козельці, Лісоха, Огльове, Плесове, Рахова, Туренець і Заяструбищі.

Після радянської анексії західноукраїнських земель ґміна ліквідована у зв'язку з утворенням Заболоттівського району.